# Adelsprivilegien in Polen
Die Adelsprivilegien in Polen (polnisch Przywileje szlacheckie w Polsce) waren Vorrechte, die dem polnischen Adel durch die Herzöge und Könige zwischen dem 13. und 16. Jahrhundert gewährt wurden und bis zum Ende der polnisch-litauischen Adelsrepublik als althergebrachte Adelsrechte galten.
Zu den wichtigsten Adelsprivilegien gehörten:
| Datum                                          | Ort                                  | Herrscher              | Inhalt |
| ---------------------------------------------- | ------------------------------------ | ---------------------- | --- |
| 5. Mai 1228                                    | Cienia                               | Ladislaus Dünnbein     | Privileg von Cienia für Kleinpolen: erstes bekanntes Adelsprivileg |
| 1. September 1291                              | Lutomyśl                             | Wenzel II.             | Leitomischler Privileg für Kleinpolen: Ämter nur für Ortsansässige, Entgelt für Feldzüge, keine neuen Steuern. |
| 1355                                           | Buda                                 | Ludwig der Große       | Budaer Privileg: Entgelt für Feldzüge, der Herrscher kommt alleine für seine Reisekosten auf. |
| 17. September 1374                             | Koszyce                              | Ludwig der Große       | Kaschauer Privileg: Begrenzung der Steuerlast, König ist zum Freikaufen von Adligen aus der Gefangenschaft verpflichtet, Ämter nur für Ortsansässige. |
| 1387                                           | Vilnius                              | Władysław II. Jagiełło | Für die katholischen Bojaren in Litauen: Erbbarkeit des Vermögens, Befreiung von persönlichen Diensten. |
| 1388                                           | Piotrków Trybunalski                 | Władysław II. Jagiełło | Petrikauer Privileg: Bestätigung der Höhe des Entgeltes für Feldzüge ins Ausland. |
| 23. Juli 1422                                  | Czerwińsk                            | Władysław II. Jagiełło | Privileg von Czerwińsk: keine Enteignung ohne Gerichtsurteil, Münzregal vom Königlichen Rat abhängig, Rechtsprechung gemäß geschriebenem Recht, keine Ämterhäufung von Starosten und Landrichtern.                                                                                  |
| 28. Oktober 1423                               | Warta                                | Władysław II. Jagiełło | Privileg von Warta: der Adel kann Schultheiße abberufen, Einschränkung der Landflucht, Preisbestimmung durch Woiwoden. |
| 4. März 1430, 9. Januar 1433, (25. April 1425) | Jedlnia und Krakau (Brześć Kujawski) | Władysław II. Jagiełło | Privileg von Jedlnia und Krakau: keine Haft ohne Gerichtsurteil, Ausweitung der Adelsrechte auf ruthenischen Adel, hohe Kirchenämter nur für Adlige |
| 1454                                           | Cerekwica                            | Kasimir IV. Andreas    | Privileg von Cerkwica für Großpolen: kein Adelsaufgebot, keine neuen Steuern oder Rechte ohne Zustimmung der Sejmiks, Strafverschärfung für flüchtige Bauern, Stärkung der Landgerichte.                                                                                            |
| 1454                                           | Nieszawa                             | Kasimir IV. Andreas    | Nessauer Privileg für Großpolen und Kleinpolen: kein Adelsaufgebot, keine neuen Steuern oder Rechte ohne Zustimmung der Sejmiks, Strafverschärfung für flüchtige Bauern, |
| 1456                                           | Korczyn                              | Kasimir IV. Andreas    | Der regionale Adel soll über die regionalen Belange selbst entscheiden. |
| 27. Februar 1493                               | Piotrków Trybunalski                 | Johann                 | Strafverschärfung gegenüber nichtadligen Straftätern, Verbot der Einmischung der katholischen Kirche in die weltliche Gerichtsbarkeit des Adels, Zweikammerparlament, Einschränkung der Landflucht, Bestätigung althergebrachter Rechte.                                            |
| 26. Mai 1496                                   | Piotrków Trybunalski                 | Johann                 | Petrikauer Privileg: Abschaffung der Zollpflicht für den Adel, Einschränkung der Landflucht, Verbot des Landerwerbs durch das Bürgertum, Preisbestimmung durch Woiwoden. |
| 25. Oktober 1501                               | Mielnik                              | Alexander              | Privileg von Mielnik – Machtübernahme durch den Senat. |
| 1504                                           | Piotrków Trybunalski                 | Alexander              | Kontrolle des Senats und des Sejm über die Vergabe von Krongütern, Regelung der Organisation der höchsten Kron- und Hofämter, Verbot der Ämterhäufung. |
| 1505                                           | Radom                                | Alexander              | Verfassung Nihil Novi: Neue Gesetze können nur noch vom Senat und Sehe erlassen werden. Das Privileg von Mielnik wird aufgehoben. Die Richterämter werden durch Wahl besetzt, weltliche Angelegenheiten unterliegen nicht der kirchlichen Gerichtsbarkeit, Verbot von Privatzöllen. |
| 1518                                           | Toruń                                | Sigismund der Alte     | Dem König wird die Gerichtsbarkeit über Rechtsstreitigkeiten zwischen Adeligen sowie Geistlichen und deren Untergebenen entzogen. |
| 1520                                           | Bydgoszcz                            | Sigismund der Alte     | Thorner Privileg: Frondienste betragen mindestens einen Tag in der Woche, freier Weichselhandel, Adelige unterliegen nicht der Gerichtsbarkeit der Städte. |
| 1538                                           |                                      | Sigismund der Alte     | Der König darf Adelige nicht ihrer Ämter entheben. |